# 1군 (호찌민시)
1군(베트남어: Quận 1)은 호찌민시에 있는 구이다. 2022년을 기준으로 인구는 225,780명, 전체 면적은 7.72km2에 이른다.  10개의 프엉(행정동, 坊, phường)이 있으며 1군은 호찌민시 대부분의 관광서, 영사관, 큰 빌딩들이 있다. 1군은 호찌민시에서 가장 분주한 군이며, 높은 생활 수준으로 가지고 있다. 1군에 있는 동커이 거리와 응우옌 후에 대로는 호찌민의 두 상업중심지이다. 동커이 거리는 부동산 수요가 높은 지역이다.

## 역사
호찌민시의 1군과 다른 7개 군은 1959년 5월 27일에 설립되었다. 1975년 이전, 1군에는 4개의 프엉(행정동)이 있었는데, 이들은 쩐꽝카이(Trần Quang Khải), 트특(Tự Đức), 벤응헤(Bến Nghé), 호아빈(Hòa Bình, 중요한 역사 위인의 이름을 딴) 그리고 2군에는 7개의 다른 프엉인 꺼우코(Cầu Kho), 꺼우엉란(Cầu Ông Lãnh), 후옌시(Huyện Sĩ), 응우옌 꺼찐(Nguyễn Cư Trinh), 응우옌 껀찬( Nguyễn Cảnh Chân), 부이비엔(Bùi Viện), 벤타인(Bến Thành)이 있었다. 1976년 5월에 1군과 2군이 오늘날 1군으로 합쳐졌다.

## 지리
도시 중심부는 사이공강 북쪽 서해안에 위치한다. 북쪽은 3군, 동북은 티응헤 운하를 끼고 빈타인군, 동쪽으로는 사이공 강을 사이에 두고 2군, 남쪽은 벤응헤 운하를 사이에두고 4군, 서쪽은 5군에 접한다.

## 행정 구역
1군에는 10개의 프엉이 있다. 각 프엉은 1군 인민위원회 산하의 각각의 인민위원회가 있다.
- 벤응헤 프엉 (Bến Nghé / 𡔖犧)
- 벤타인 프엉 (Bến Thành / 𡔖城)
- 꼬장 프엉 (Cô Giang / 姑江)
- 꺼우코 프엉 (Cầu Kho / 梂庫)
- 꺼우 옹 란 프엉 (Cầu Ông Lãnh / 梂翁領)
- 다까오 프엉 (Đa Kao / 多高)
- 응우옌 타이빈 프엉 (Nguyễn Thái Bình / 阮太平)
- 응우옌 꺼찐 프엉 (Nguyễn Cư Trinh / 阮居楨)
- 팜 응우 라오 프엉 (Phạm Ngũ Lão / 范五老)
- 딴딘 프엉 (Tân Định / 新定)

## 영사관
호찌민은 베트남의 가장 크고, 분주한 도시이다. 1군이 호찌민의 중심지이기 때문에 많은 주요 외국계 영사관들이 이곳에 위치해 있다.
| 호주 영사관       | Level 20, Vincom Center 47 Lý Tự Trọng, Bến Nghé Ward |
| 캄보디아 영사관   | 41 Phùng Khắc Khoan, Đa Kao Ward                      |
| 캐나다 영사관     | 235 Đồng Khởi, Bến Nghé Ward                          |
| 중국 영사관       | 175 Hai Bà Trưng, District 3, Ho Chi Minh City        |
| 쿠바 영사관       | 45 Phùng khắc Khoan, Đa Kao Ward                      |
| 체코 영사관       | 28 Nguyễn Thị Minh Khai, Bến Nghé Ward                |
| 프랑스 영사관     | 27 Nguyễn Thị Minh Khai, Bến Nghé Ward                |
| 헝가리 영사관     | 22 Phùng Khắc Khoan, Đa Kao Ward                      |
| 인도네시아 영사관 | 18 Phùng Khắc Khoan, Đa Kao Ward                      |
| 이태리 영사관     | 17 Lê Duẩn Ward, Bến Nghé                             |
| 한국 영사관       | 107 Nguyễn Du, Bến Nghé Ward                          |
| 라오스 영사관     | 93 Pasteur, Bến Nghé Ward                             |
| 말레이지아 영사관 | 2 Ngô Đức Kế, Bến Nghé Ward                           |
| 뉴질랜드 영사관   | 41 Nguyễn Thị Minh Khai, Bến Nghé Ward                |
| 일본 영사관       | 13-17 Nguyễn Huệ, Bến Nghé Ward                       |
| 파나마 영사관     | 7A Lê Thánh Tôn, Bến Nghé Ward                        |
| 폴란드 영사관     | 2 Trần Cao Vân, Đa Kao Ward                           |
| 싱가폴 영사관     | 65 Lê Lợi, Bến Nghé Ward                              |
| 스웨덴 영사관     | 8A/11 D1 Lầu 5 Thái Văn Lung, Bến Nghé Ward           |
| 스위스 영사관     | 2 Ngô Đức Kế, Bến Nghé Ward                           |
| 영국 영사관       | 25 Lê Duẩn, Bến Nghé Ward                             |
| 미국 영사관       | 4 Lê Duẩn, Bến Nghé Ward                              |

## 관광

### 명소
- 통일궁
- 사이공 중앙 우체국
- 벤타인 시장
- 사이공 노트르담 성당
- 호찌민 여행자 거리
- 사이공 동식물원
- 사이공 오페라 하우스
- 호찌민 시청
- 사이공강 유람선
- 전쟁박물관

### 공원 / 광장
- 9월 23일 공원 - 벤타인 시장 전부터 서남 방향으로 퍼지는 폭 1km · 깊이 150m 정도의 공원. 환구라오 거리에 위치한 버스 터미널도 있다.
- 타오단 공원 - 통일궁 뒷편에 있는 공원. 시민이 새소리를 들으면서 커피를 마시기 위해 이른 아침부터 새장을 들고 모이는 것으로 유명하다.
- 4월 30일 공원 - 사이공 노트르담 성당과 통일궁 사이에 펼쳐진 공원. 저녁이 되면 지역의 학생들이 외국인을 상대로 영어 회화를 시도하기 위해 모여 든다.
- 메린 광장 - 사이공항 근처 강변의 라운드 어바웃 의 나카스의 공원. 쩐흥다오 동상으로 유명하다.

### 호텔
5성급 호텔이나 고급 레스토랑의 대부분이 1군에 자리 잡고 있다.
- 컨티넨탈 호텔
- 윈저 플라자 호텔
- 그랜드 호텔
- 마제스틱 호텔
- 카라벨 호텔

### 갤러리
관광지
- 사이공 노트르담 성당
- 통일궁
- 렉스 호텔
- 중앙 우체국
- 시청
- 중앙 우체국의 내부
- 사이공 오페라 하우스

## 기타 시설
- 호찌민 증권거래소
- 동커이 거리
- 팜응우라오 거리
- 비텍스코 파이낸셜 타워
- 벤타인 시장

## 교통
도시 교통의 핵심인 사이공 버스터미널 (벤타인 버스터미널)과 9월 23일 공원 버스터미널이 있고, 1군에 100개 이상의 시내 버스 노선이 이곳을 경유한다. 다른 떠이닌 성 모크바이 - 캄보디아 국경 유키 등의 시외 노선에도 이 터미널을 사용하는 것이 있다. 떤선녓 국제공항까지는 약 7km이며 버스 노선도 존재한다. 또한 강변에 대형 화물선도 입항할 수 있는 시설을 갖추고 있다.